# Amédée Rousseau Beauplan
Amédée Rousseau Beauplan (Saint-Rémy-lès-Chevreuse, Yvelines, 11 de juliol de 1790 - París, 24 de desembre de 1853) fou un músic i literat francès.
La família d'Amédée, pertanyia a l'entorn de la reina Maria Antonieta, i amb la Revolució, quan només contava quatre anys el seu pare i alguns altres membres de la família moriren a la guillotina. Més aviat se'l pot considerar com aficionat que no pas com verdader artista, sobretot en la música, en la que no va poder elevar-se gaire degut a la deficiència de la seva tècnica, com en donen prova les seves dues òperes L'amazone (1830) i Le mari au bal (1845), que es representaren amb poc èxit.
Més afortunat en altres gèneres menys difícils, produí gran nombre de romances de saló, tals com Taises-vous, Le pardon, Dormez, mes chères amours, etc., que es feren populars.
També va escriure diverses obres dramàtiques, entre elles Le susceptible, que estrenà en Comédie-Française.